# Pussen, Norrbotten
Pussen är en sjö, egentligen damm, på Porsöheden på Luleå tekniska universitets campus område, i utkanten av Luleås centrala delar, i Luleå kommun i Norrbotten.

## Omgivning

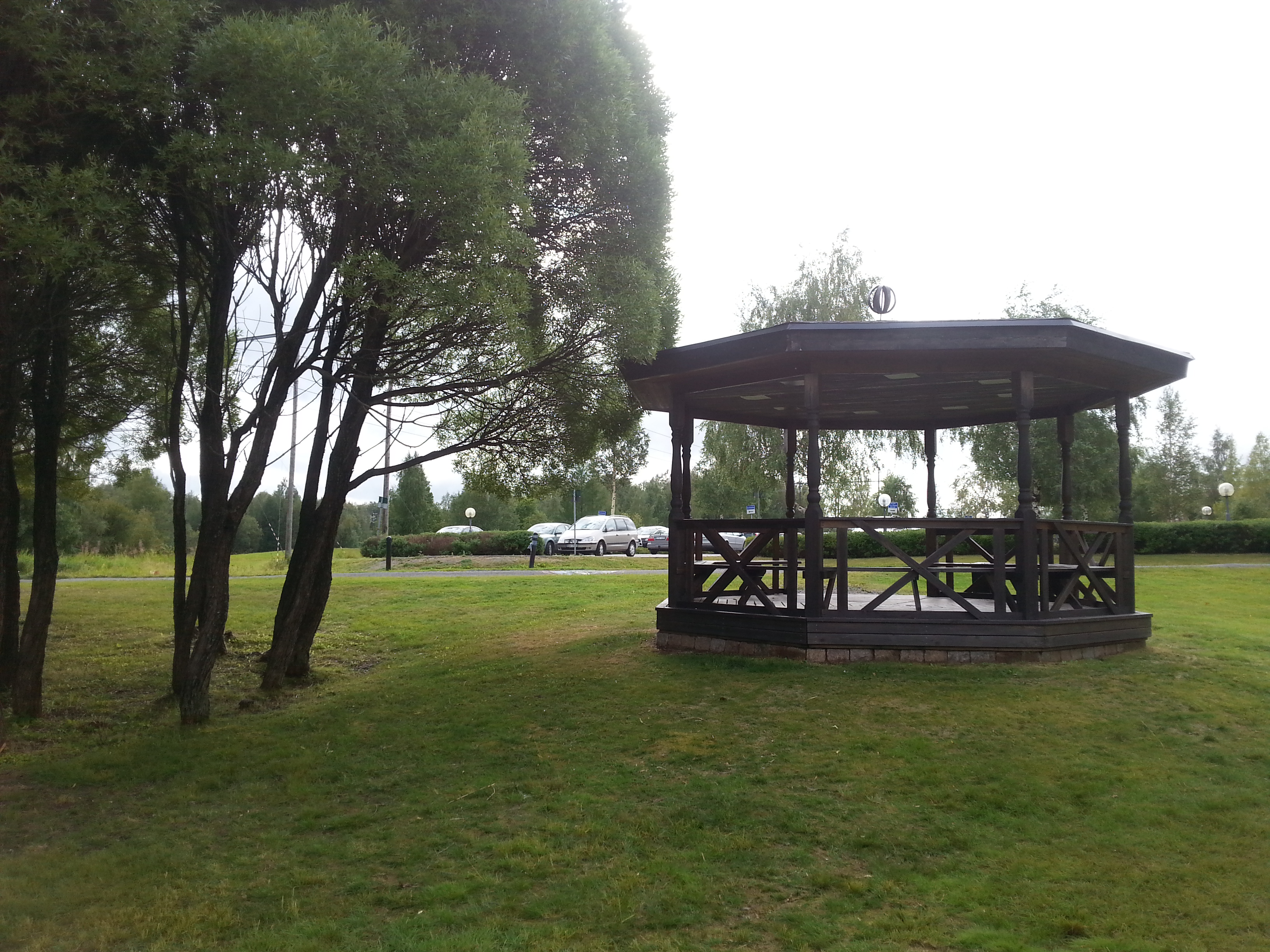
Lusthuset vid pussen i augusti 2014.

Större delen av Porsöheden består av en discgolfbana, som ligger på Pussens södra sida. På dess norra sida (på andra sidan Universitetsvägen) ligger universitetsbiblioteket. Ett lusthus står några meter från dess västra sida. En urdikning av heden fyller via ett rör (nedgrävt under en cykelväg) på Pussen, vilket ses som en tarm på södra sidan på kartor.

## Vegetation
Intill Pussen finns ett anlagt parklandskap med bland annat dungar av pilar, silverpilar, björk, al, tall och gran. Vegetationen längs strandkanten ute i vattnet består av bland annat vass och bredkaveldun.